# Drucat
Drucat – miejscowość i gmina we Francji, w regionie Hauts-de-France, w departamencie Somma.
Według danych na rok 2011 gminę zamieszkiwało 865 osób, a gęstość zaludnienia wynosiła 80 osób/km² (wśród 2293 gmin Pikardii Drucat plasuje się na 321. miejscu pod względem liczby ludności, natomiast pod względem powierzchni na miejscu 395.).